# Cardamine changbaiana
Cardamine changbaiana är en korsblommig växtart som beskrevs av Al-shehbaz. Cardamine changbaiana ingår i släktet bräsmor, och familjen korsblommiga växter. Inga underarter finns listade i Catalogue of Life.